# San Martín de Liémana
San Martín de Liémana (en catalán y oficialmente Sant Martí de Llémena) es un municipio español de la provincia de Gerona, en Cataluña. Comprende, además de la homónima, las localidades de Llorá, Granollers de Rocacorba y Las Serras.

## Ubicación
Perteneciente a la comarca del Gironés, se sitúa al noroeste de esta, entre sierras de origen volcánico. El término municipal incluye las localidades de San Martín de Liémena, Llorá, Granollers de Rocacorba y Las Serras.

## Historia
Desde 1981 se denomina oficialmente, en catalán, «Sant Martí de Llémena».

## Demografía
San Martín de Liémana cuenta con una población de 706 habitantes (INE 2024).
| Gráfica de evolución demográfica de San Martín de Liémana entre 1842 y 2021 |
| |
| Población de derecho según los censos de población del INE Población de hecho según los censos de población del INEEn 1857 crece el término del municipio porque incorpora a Granollers de Rocacorba, Llorá y Las Serras |

## Economía
Agricultura de secano y regadío y ganadería.

## Lugares de interés
- Iglesia parroquial de San Martín, de origen románico, reconstruida en el siglo XVIII.
- Iglesia de Santa María, de origen románico, reconstruida en el siglo XVIII, en Granollers de Rocacorba.
- Iglesia de San Pedro, de origen románico, en Llorá.
- Iglesia de San Nazari, de estilo románico y restaurada en el siglo XVIII.
- Iglesia de Santa Cecilia, de origen románico, reconstruida en el siglo XVIII, en Las Serras.
- Iglesia de San Juan del Pla, de estilo románico.
- Castillo de Granollers de Rocacorba, de origen medieval.